# 朱码街道
朱码镇，是中华人民共和国江苏省淮安市涟水县下辖的一个乡镇级行政单位。2018年12月1日，撤销朱码镇，设立朱码街道。以原朱码镇的柴市、王二庄、樊卜、凌庄、振丰、文俊、桃柳、周庄、高台、鲁桥、桂生、红星、双河、嵇陆、李集、薛行、笪北、顺集、笪巷、韩高、薛大桥、万元、双路、殷庄、胡楼25个村委会和孙徐、陶码、新区3个居委会区域以及岔庙镇的潘刘、嵇庄、军田、余庄、余东、谈陈、韩陈、花桥8个村委会和河网居委会区域为朱码街道行政区域。朱码街道办事处驻孙徐居委会境内，办公地址为安东北路168号。军民、闸北、大楼3个居委会区域为涟城街道行政区域。区划代码改为320826002。

## 行政区划
朱码镇下辖以下地区：
孙徐社区、柴市社区、高台社区、王二庄社区和樊卜社区。